# Арбузов, Александр Ерминингельдович
Алекса́ндр Ермининге́льдович Арбу́зов (30 августа [11 сентября] 1877, село Арбузов-Баран, Казанская губерния, Российская империя — 21 января 1968, Казань, Татарская АССР, СССР) — русский химик-органик, Академик АН СССР, Герой Социалистического Труда, лауреат двух Сталинских премий (1943, 1947).

## Биография
А. Е. Арбузов родился 30 августа (по старому стилю) 1877 года в селе Арбузов-Баран (ныне Татарстан). Его родители — Ерминингельд Владимирович Арбузов (1855—1924), учитель по образованию, и Надежда Александровна, урожденная Богоявленская (1856—1941). В своем селе отец А. Е. Арбузова занимался вопросами сельского хозяйства, владел водяной мельницей, долгое время был приходским старостой. Когда в селе было создано отделение Казанского общества трезвости, был избран его председателем. Другом семьи Арбузовых был Александр Михайлович Бутлеров.

### Образование
1885—1886 — Арбузов-Баранская трёхклассная школа (окончил досрочно благодаря домашнему образованию).
1886—1896 — Первая Императорская Казанская гимназия.
1896—1900 — Императорский Казанский университет (в разное время там работали Н. Лобачевский, Н. Зинин, А. Бутлеров). К концу второго курса Арбузов заинтересовался органической химией.
Май 1900 — выпускные экзамены.
Июнь 1900 — диплом первой степени и звание кандидата естественных наук.

### Деятельность

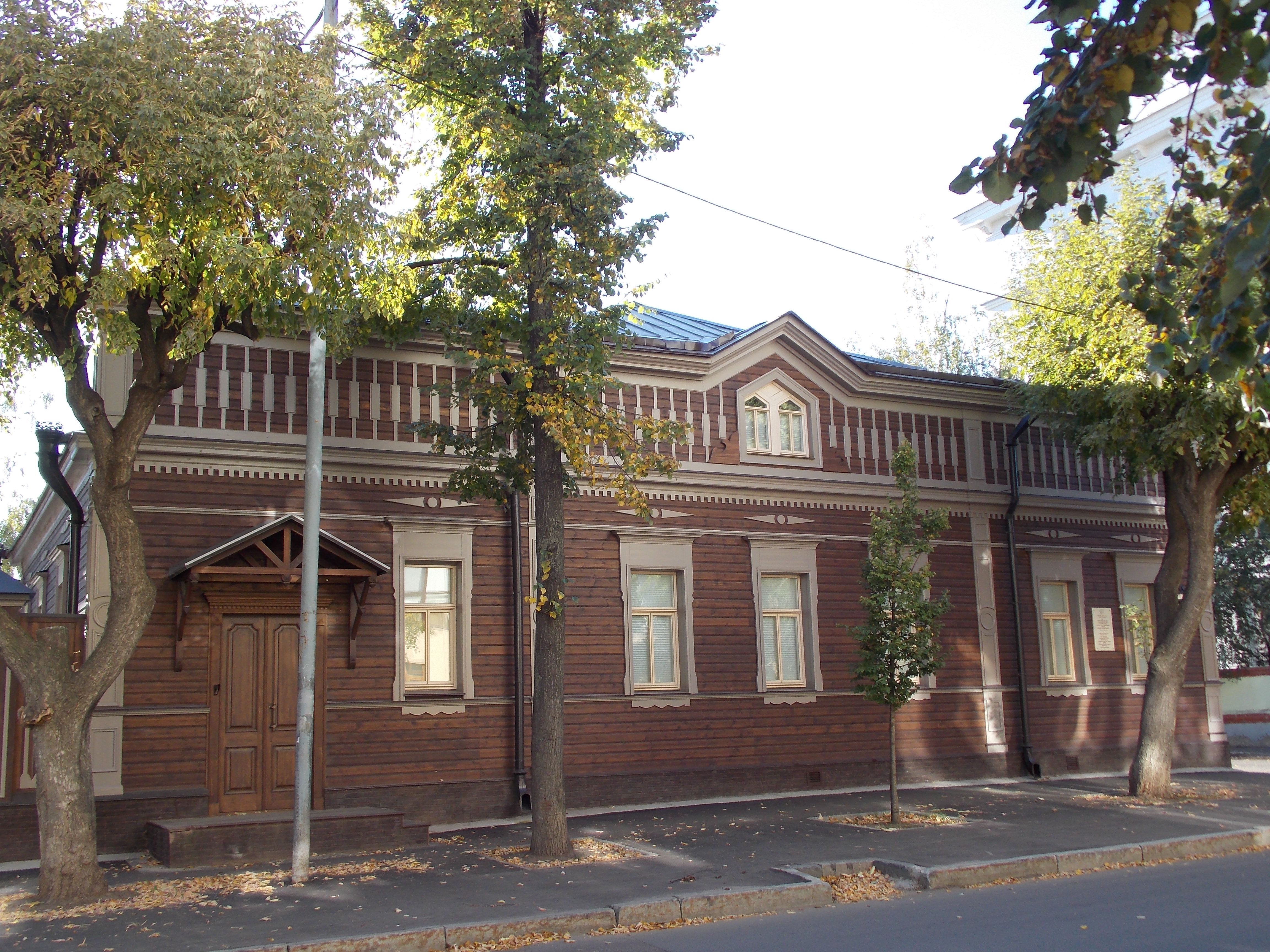
Дом соседей А. Е. Арбузова

Ко времени получения диплома Александр Арбузов самостоятельно выполнил научную работу на тему «Синтез третичных спиртов совместным действием галоидного алкила и цинка на кетоны».
Арбузов предлагал ввести усовершенствования в методику проведения технологического эксперимента в Казанском университете — вести перегонку тяжёлых веществ при пониженном давлении, однако руководство лаборатории было против такого преобразования.
Первая печатная работа Арбузова называлась «Из химической лаборатории Казанского университета. Об аллилметилфенилкарбиноле Александра Арбузова». Из неё следовало, что Александр Арбузов независимо от Гриньяра осуществил реакцию, известную сегодня как «реакция Гриньяра» — магнийорганический синтез.
Арбузов стал первым из русских химиков, кто применил магнийорганические соединения в практике органического синтеза. Металлоорганические соединения сейчас используются во многих реализациях: как реагенты органического синтеза, как бактерициды, катализаторы полимеризации в производстве пластмасс и каучуков и т. п.
Получив приглашение занять пост главного химика-аналитика в императорском Никитском винодельческом саду в Крыму, Александр Ерминингельдович готов был отправиться на юг, но из-за политической ситуации, создавшейся к 1900 году, назначения в приграничные районы, в том числе Крым, были отменены.
Арбузов решил поступить в Петровско-Разумовский сельскохозяйственный институт в Москве. Выпускников Казанского университета принимали сразу на третий курс. Отучившись там год, он вернулся в Казань, в ту же лабораторию. По ходатайству начальника лаборатории А. М. Зайцева, Александра Арбузова оставили при университете для подготовки к профессорскому званию, однако из-за материальных затруднений он отправился в Польшу, где стал ассистентом на кафедре органической химии и сельскохозяйственного химического анализа в Новоалександрийском сельскохозяйственном институте. Химическая лаборатория института была хорошо оборудована: в ней имелся газ и водопровод с давлением воды, обеспечивавшими работу водоструйного насоса. Руководителем Арбузова стал Ф. Ф. Селиванов.
Александр Ерминингельдович ввёл в лабораторную практику многие практические методики, которые и до сих пор используются во всём мире.
В свободное от административной, педагогической и лабораторной работы время Александр Ерминингельдович Арбузов готовился к сдаче магистерских экзаменов. В Новой Александрии их не принимали, и в 1902 году Арбузов приехал в Казань.
Выдержав экзамены, он получил свидетельство, где было сказано, что теперь «для получения степени магистра химии от него требуется только публичная защита одобренной факультетом диссертации». Тему исследований Арбузову пришлось выбирать и разрабатывать самостоятельно, без научного руководителя.
Он выбрал для диссертации органические соединения фосфора. Александр Арбузов заметил, что одни химики считали фосфористую кислоту трёхосновной с симметрическим расположением гидроксильных групп у атома трёхвалентного фосфора, а другие — двухосновной с двумя гидроксильными группами у атома пятивалентного фосфора. И Арбузов решил найти решение в области органических производных фосфористой кислоты, прежде всего в виде её сложных эфиров. Он стал искать соединения, способные давать характерные кристаллические производные трёхвалентного фосфора.
В 1903 году появилась первая работа по заявленной теме в «Журнале Русского физико-химического общества». Статья называлась «О соединениях полугалоидных солей меди с эфирами фосфористой кислоты».
В 1905 году вышла из печати работа химика, где были собраны все результаты по диссертационной теме. Защита состоялась в том же году. Магистр химии Арбузов благодаря работе «О строении фосфористой кислоты и её производных» стал широко известен в профессиональных кругах, а в 1906 году за эту был удостоен премии имени Зинина-Воскресенского.
В том же 1906 году Александр Арбузов возглавил кафедру органической химии и сельскохозяйственного химического анализа в Ново-Александрийском институте.
Следующей важной работой учёного стало каталитическое разложение арилгидразонов посредством солей меди («реакция Фишера-Арбузова»). Сейчас эта реакция применяется в промышленности для получения ряда производных индола, используемого для синтеза ряда медицинских препаратов.
В 1910 году Арбузов снова побывал за границей, на этот раз у Адольфа фон Байера.
В 1911 году Арбузов стал заведующим кафедрой Казанского университета (с условием, что в течение трёх лет напишет и защитит докторскую диссертацию). Диссертация называлась «О явлениях катализа в области превращений некоторых соединений фосфора. Экспериментальное исследование».
Арбузов внёс в технику лабораторных работ много новшеств: приспособление для перегонки под вакуумом, усовершенствовал газовые горелки, приобрёл новые типы лабораторных реактивов и аппаратуру для дефлегмации. Для лаборатории было изготовлено большое количество посуды, часть которой была сделана по эскизам Арбузова.

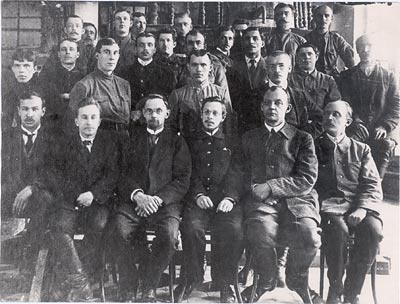
А. Е. Арбузов среди специалистов завода Крестовниковых

В 1915 году Арбузова окончательно утвердили в профессорской должности.
Во время Первой мировой войны Арбузов наладил сотрудничество с химическим заводом братьев Крестовниковых, где руководил фенолосалициловым производством. Среди прочих веществ здесь изготавливали ацетилсалициловую кислоту по технологии А. Е. Арбузова. Он одним из первых в России получил дженерик ацетилсалициловой кислоты, хорошо известный как «аспирин».
Один из организаторов и первый директор (1929—1960) Научно-исследовательского химического института им. А. М. Бутлерова в Казани.
Один из организаторов Казанского химико-технологического института, где был профессором и заведующим кафедрой органической химии в 1930—1963 годы.
В 1943 году Арбузов лично разработал и усовершенствовал метод получения дипиридила, а также руководил группой научных работников по разработке некоторых[каких?] вопросов секретного характера.
Организатор и первый председатель Президиума Казанского филиала АН СССР (1945—1963).
В послевоенные годы академик Арбузов возглавлял Химический институт КФАН СССР, созданный в 1945 году в Казани. в 1947 году Институту было присвоено имя А. Е. Арбузова.
1952 — VI Менделеевский чтец.
Депутат ВС СССР 2—6 созывов (1946—1966).
А. Е. Арбузов умер 21 января 1968 года. Похоронен в Казани на Арском кладбище.

## Семья
Жена — Екатерина Петровна, урожд. Кротова (1883—1962), дочь профессора Казанского университета П.И.Кротова
Дети А. Е. Арбузова также стали известными учёными-химиками:
- Борис (1903–1991)
- Ирина (1905–1989), доктор химических наук (1965). Окончила Казанский университет (1929). С 1930 года жила в Ленинграде (в 1942–1944 годы – в эвакуации в Казани). Работала в Ленинградском Научно-исследовательском институте пластических масс, Институте органической химии АН СССР, Институте высокомолекулярных соединений АН СССР[4].
- Юрий (1907–1971 года), доктор химических наук (1953). Окончил Казанский университет (1930). С 1932 года работал в Московском университете.

Сестра — Наталья Ерминингельдовна Арбузова (в замуж. Мюфке; 1879—1907), художница. Племянники: Александр Карлович (1900–1970) и Константин Карлович Мюфке. 

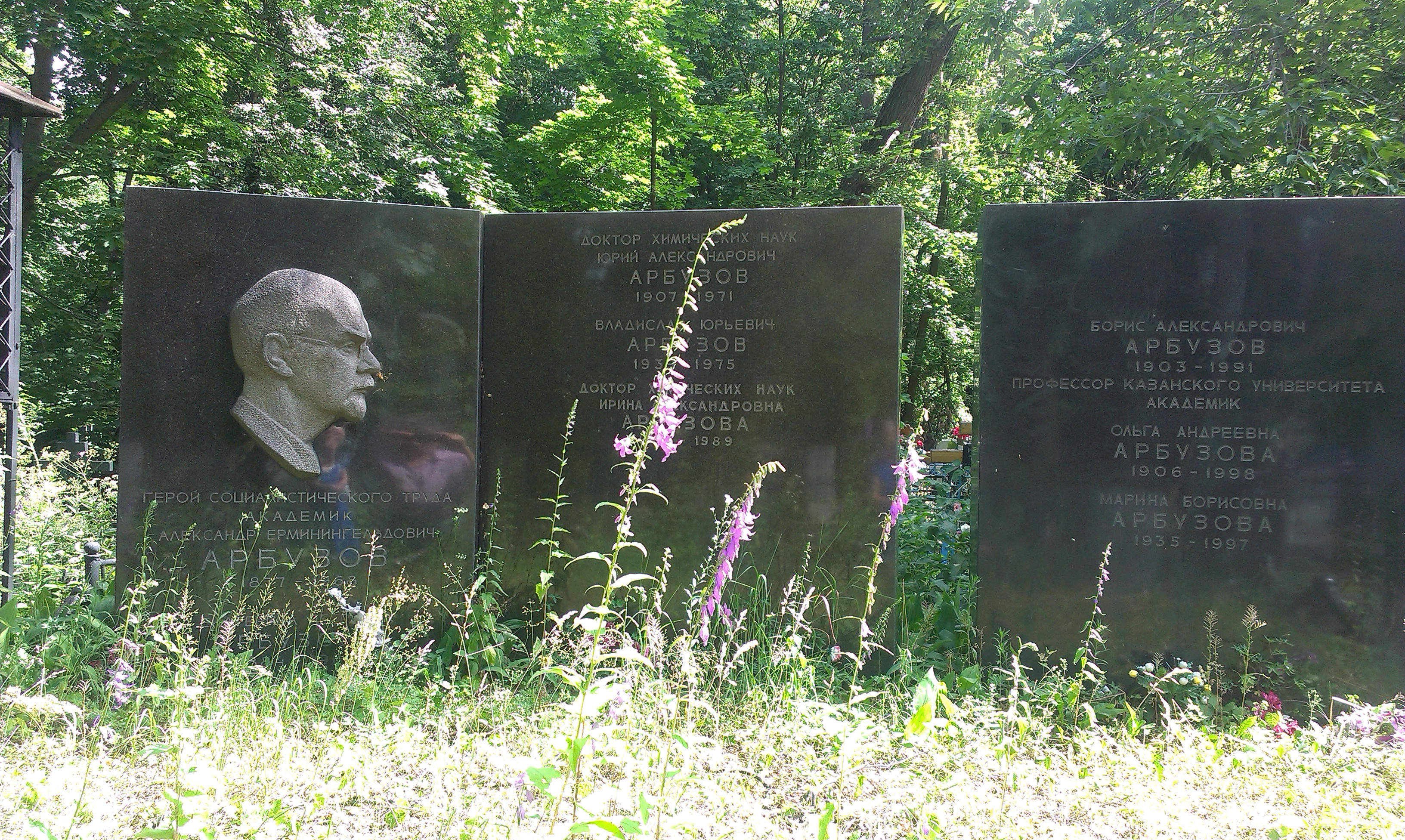
Могила на Арском кладбище

## Награды и премии
- Герой Социалистического Труда (11 сентября 1957)[5]
- 6 орденов Ленина (31 июля 1944; 10 июня 1945; 24 июня 1950; 19 сентября 1953; 11 сентября 1957; 9 сентября 1967)
- орден Трудового Красного Знамени (23 сентября 1947)
- медали
- Сталинская премия II степени (22 марта 1943) — за многолетние выдающиеся работы в области науки и техники
- Сталинская премия I степени (1947) — за широко известные исследования в области ФОС, завершающиеся работами «О реакции галопроизводных трифенилметана с серебряными солями диалкилфосфористых кислот», «Действие хлор- и бром-малонового эфира на соли диэтилфосфористой кислоты», «О получении β-фосфон-пропионовой кислоты», «Исследования строения диалкилфосфористых кислот методом комбинационного рассеяния света» (1946)

## Память
- В 1947 году имя Арбузова присвоено Химическому институту Казанского филиала АН СССР, ныне Институт органической и физической химии (ИОФХ);
- С 1971 года в Катановском (бывшем Школьном) переулке г. Казани существует Мемориальный музей академика А. Е. Арбузова, переименованный в 2001 г. в Дом-музей академиков А. Е. и Б. А. Арбузовых;
- В 1977 году перед зданием ИОФХ установлен памятник-бюст Арбузову (скульптор А. Н. Костромитин, архитектор Н. В. Костромитина);
- В 1997 году учреждена Международная Арбузовская премия;
- В Советском районе Казани есть улица Академика Арбузова;
- В Новосибирском Академгородке есть улица Арбузова;
- В 1977 году в селе Билярск открыт Дом-музей А. Е. Арбузова (дом, в котором родился будущий учёный перенесён из села Арбузов Баран), который находится в составе Билярского музея-заповедника.
- В селе Билярск есть улица Арбузова;
- В Казанском национальном исследовательском технологическом университете существует Мемориальный кабинет А. Е. Арбузова.
- В Казани мемориальные доски открыты на зданиях: Научно-исследовательского химического института им. А. М. Бутлерова, Казанского филиала АН СССР, Казанского химико-технологического института им. С. М. Кирова; в Польше на здании Ново-Александрийского института сельского хозяйства и лесоводства.
- С 1997 года в Казани вручается Международная Арбузовская премия в области фосфорорганической химии.

## Галерея

Дом-музей академиков А. Е. и Б. А. Арбузовых в Казани
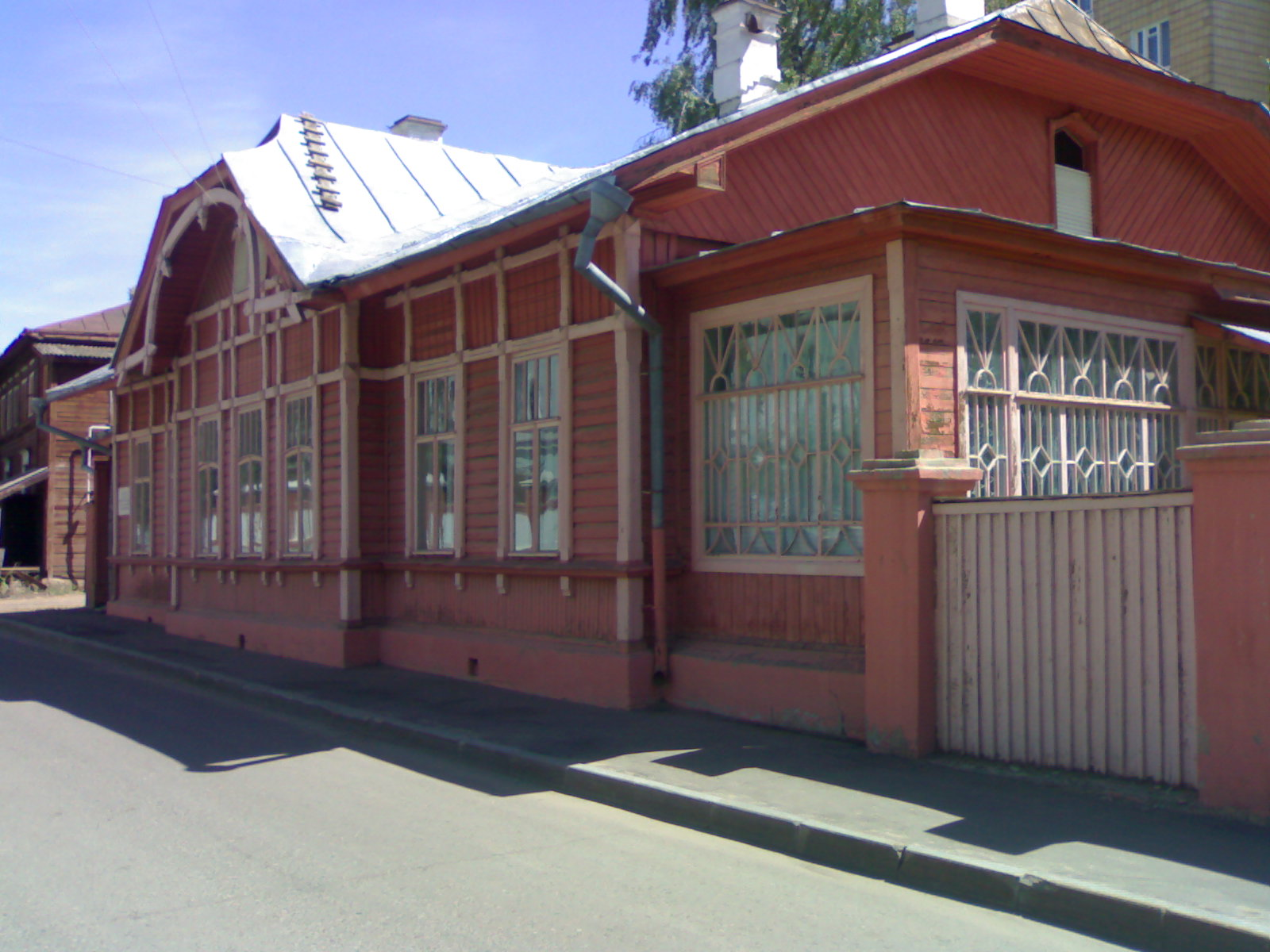
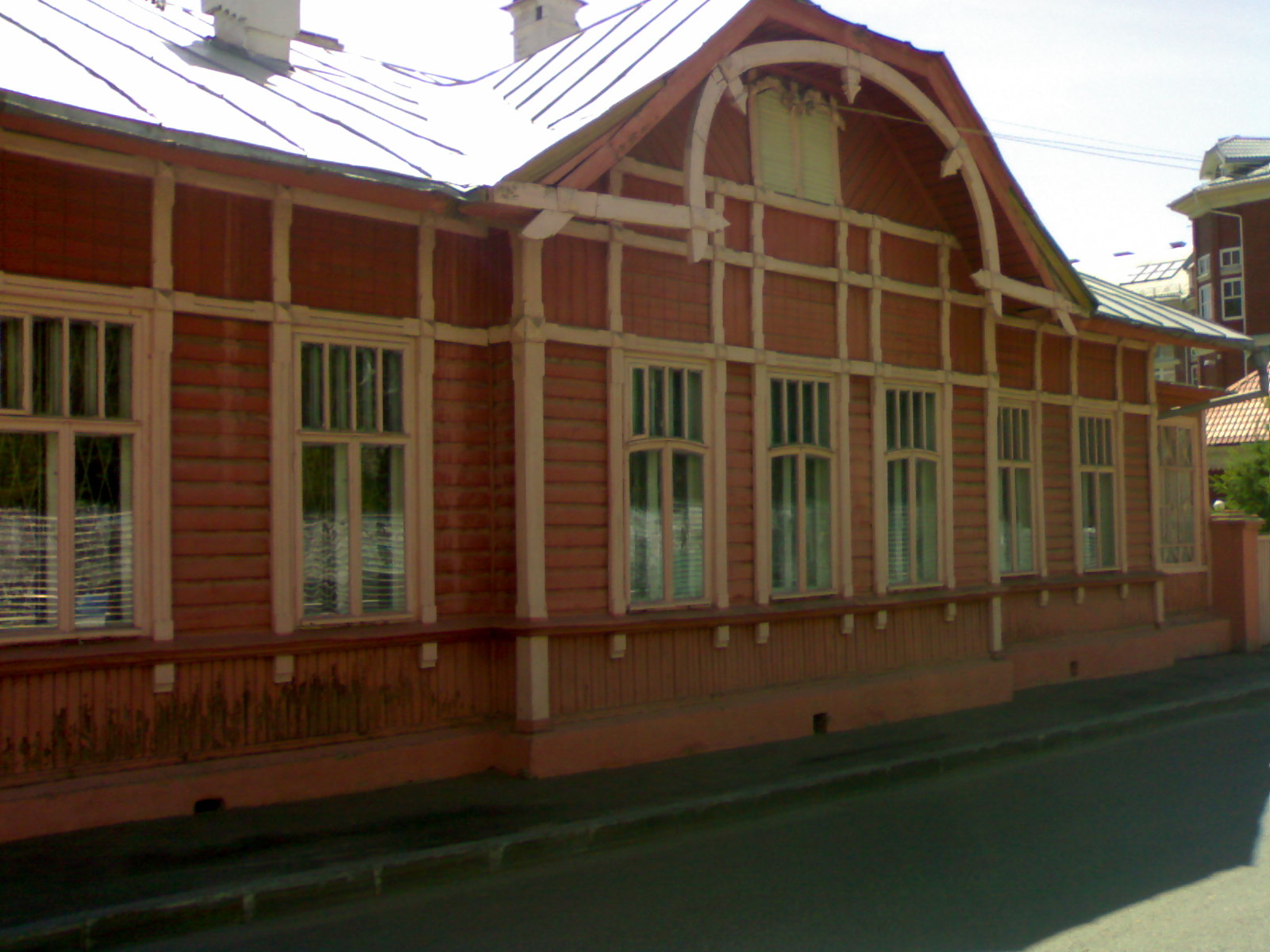